# Марія Фрідеріка Вюртемберзька
Принцеса Марія Фрідеріка Шарлотта Вюртемберзька (нім. Prinzessin Marie Friederike Charlotte von Württemberg; 30 жовтня 1816, Штутгарт — 4 січня 1887, Штутгарт) — німецька принцеса.

## Біографія
Старша дочка короля Вільгельма I і його дружини Катерини Павлівни. 19 березня 1940 року вийшла заміж за австрійського офіцера графа Альфреда фон Найпперга, який після цього перейшов у Вюртемберзьку армію і дослужився до генерал-майора.
Принцеса Марія активно займалась благодійністю, особливо в другій половині життя. Зокрема вона опікувалась організацією «Турбота Марії» в Елльвангені, заснованою її батьком в 1837 році і названій на її честь. 8 січня 1887 року Марія Фрідеріка була похована в мавзолеї Вюртемберзької династії в мармуровому саркофазі, поруч зі своїми батьками. Її заповіт в розмірі 40 000 марок ліг в основу будівництва головної будівлі «Турботи Марії» в 1907/08 роках.

## Галерея

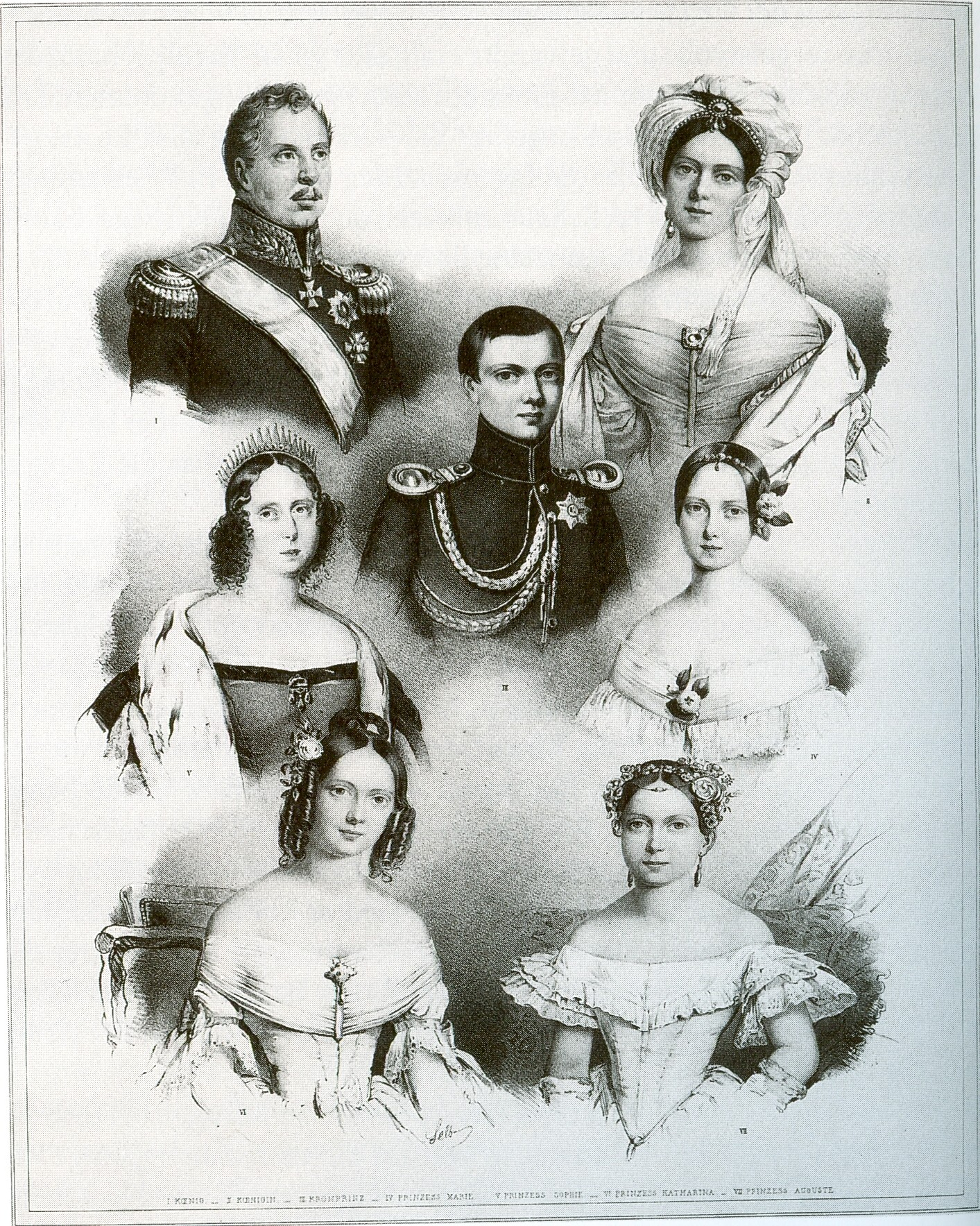
Сім'я короля Вільгельма I. Марія — праворуч в центрі.
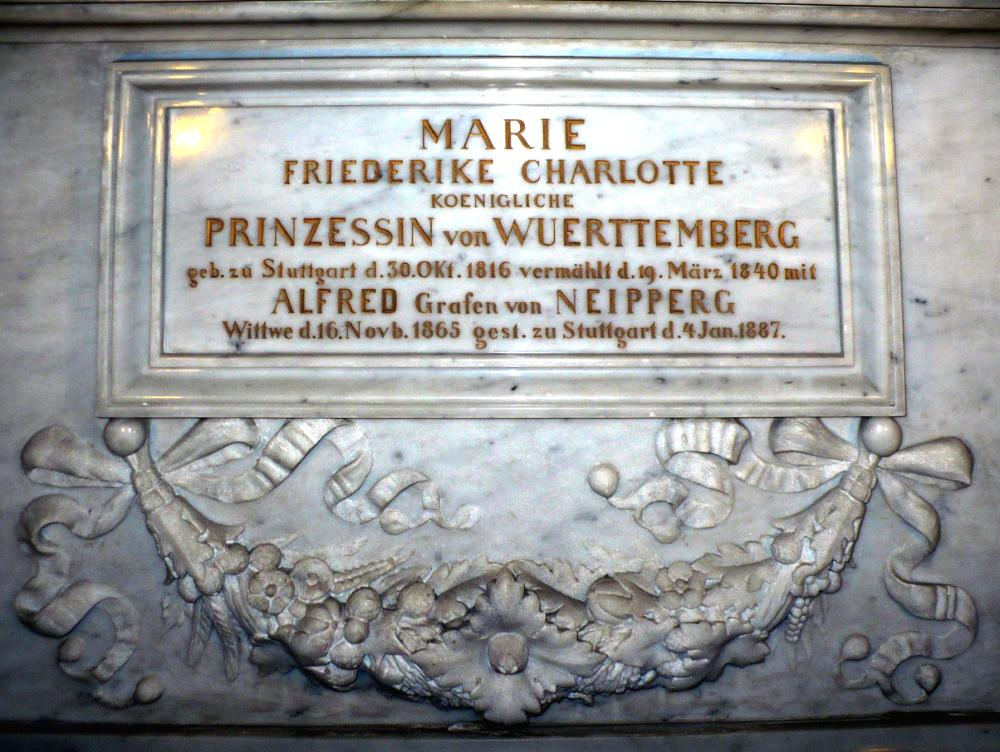
Саркофаг принцеси Марії.

## Нагороди
- Орден Святої Катерини 1-го ступеня (Російська імперія)
- Хрест «За заслуги» для жінок та дівчат (Королівство Пруссія)